# ハインリッヒ・ディートリッヒ・フォン・ビューロー
ハインリッヒ・ディートリッヒ・フォン・ビューロー（Bülow, Dietrich Adam Heinrich von, 1757年 - 1807年）は、プロイセンの陸軍将校であり、軍事学者である。
研究業績においては戦略や戦術といった概念を定義し、作戦基地と後方連絡線を構成する上での幾何学的な原則を提唱し、また戦争遂行において政府の財政や社会の徴兵組織といった国家兵站の重要性を指摘したことなどで知られる。

## 経歴
1757年にニーダーザクセン州ファルケンベルク(Falkenberg)近郊にあるアルトマルク(Altmark)にて、貴族の家系であるフリードリヒ・ヴィルヘルム・フォン・ビューローの弟として生まれる。
15歳で陸軍に入隊した。当初の兵科は歩兵であったが、後に騎兵科に移り、中尉で1790年に軍を退いた。その後は企業経営や記者といった仕事をし、フランス、オランダ、イギリスを転々とし、軍事学の著作を発表するようになる。
1799年に初めて出版した著作『新戦争体系の精神』(Geist des neuern Kreigsystems)が成功したことから、一時はプロイセンで公務に就くことを望んだが結局はパリやロンドンで著述活動に専念することになる。
しかし、プロイセン軍の改革派と接触を持ち、1806年にはベルンホルストなどの軍制改革を推奨する人々とともに軍事誌『戦争年報』発行を果たす。また同年に出版した『1805年の戦役』の中でプロイセンの軍制改革を強く主張し、フランスのヨーロッパ征服を予言したことなどから、1807年に当局によって逮捕されてベルリンで狂人として拘束された。フランス軍によってベルリンが占領されてからは身柄をコルベルクやリガに移され、ロシア軍によって拘束され、獄中で死去した。